# Základní územní jednotka (Česko)
Základní územní jednotka (zkratka ZUJ nebo ZÚJ) je v kontextu statistického územního členění České republiky taková územní jednotka, která se pro účely veřejné správy již dále nečlení. Základní územní jednotkou může být buď území obce, která se nečlení na samosprávné části, nebo území samosprávné městské části nebo městského obvodu, nebo území vojenského újezdu. Termín je zaveden a definován v § 2 písm. v) zákona č. 89/1995 Sb., o státní statistické službě, ve znění novelizace zákonem č. 230/2006 Sb. Základní územní jednotka se skládá z jedné nebo více územně technických jednotek, což jsou katastrální území nebo jejich části spadající do stejné základní územní jednotky. Území základní územní jednotky může být i nesouvislé, tj. může být tvořeno i více než jedním polygonem.
Znění zákona nepočítá s tím, že by nějaké město bylo samosprávně členěno jen částečně. V takových případech je v registru jako základní územní jednotka uvedena kromě samosprávných městských obvodů nebo městských částí též samosprávně nečleněná část města, tj. „Liberec (nečleněná část města)“ nebo „Opava (nečleněná část města)“. Ve všech ostatních případech je název základní jednotky totožný s názvem příslušné nečleněné obce, vojenského újezdu, městské části nebo městského obvodu. 
Základní registr veřejné správy RÚIAN územní prvek „základní územní jednotka“ neobsahuje, je však na základě § 20a zákona o státní statistické službě evidován v Registru sčítacích obvodů a budov a jeho správcem je Český statistický úřad. Základní územní jednotky mají kromě názvu přidělen šesticiferný číselný identifikátor, který je tvořen pěticiferným číslem z rozmezí 50001 až 59999 a následující kontrolní číslicí. 
Základní územní jednotky byly v České republice jako statistické územní jednotky zavedeny v červenci 2008. K 1. říjnu 2021 jich bylo evidováno 6392, z toho 6250 nečleněných obcí a vojenských újezdů a 142 městských obvodů a městských částí.